# Proserpinus gaurae
Proserpinus gaurae is een vlinder uit de familie van de pijlstaarten (Sphingidae). De wetenschappelijke naam van de soort werd in 1797 gepubliceerd door James Edward Smith.